# モエリテリウム

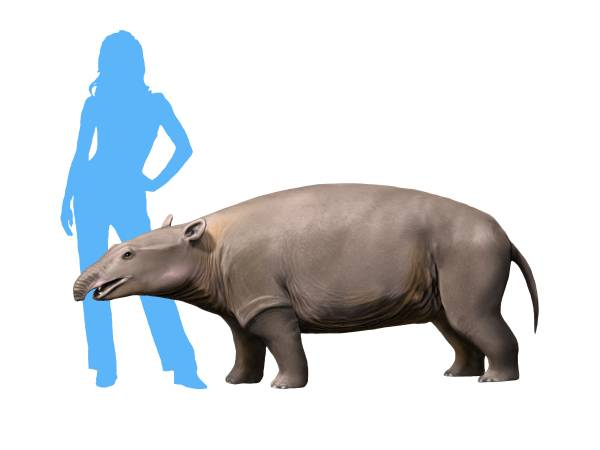
Moeritherium lyonsiの復元図

モエリテリウム（学名：Moeritherium）は、ゾウ目の絶滅した原始的な属である。古第三紀始新世（約3,700万 ~ 3,500万年前）の北アフリカに生息していた。メリテリウムとも呼ばれる。

## 形態・生態

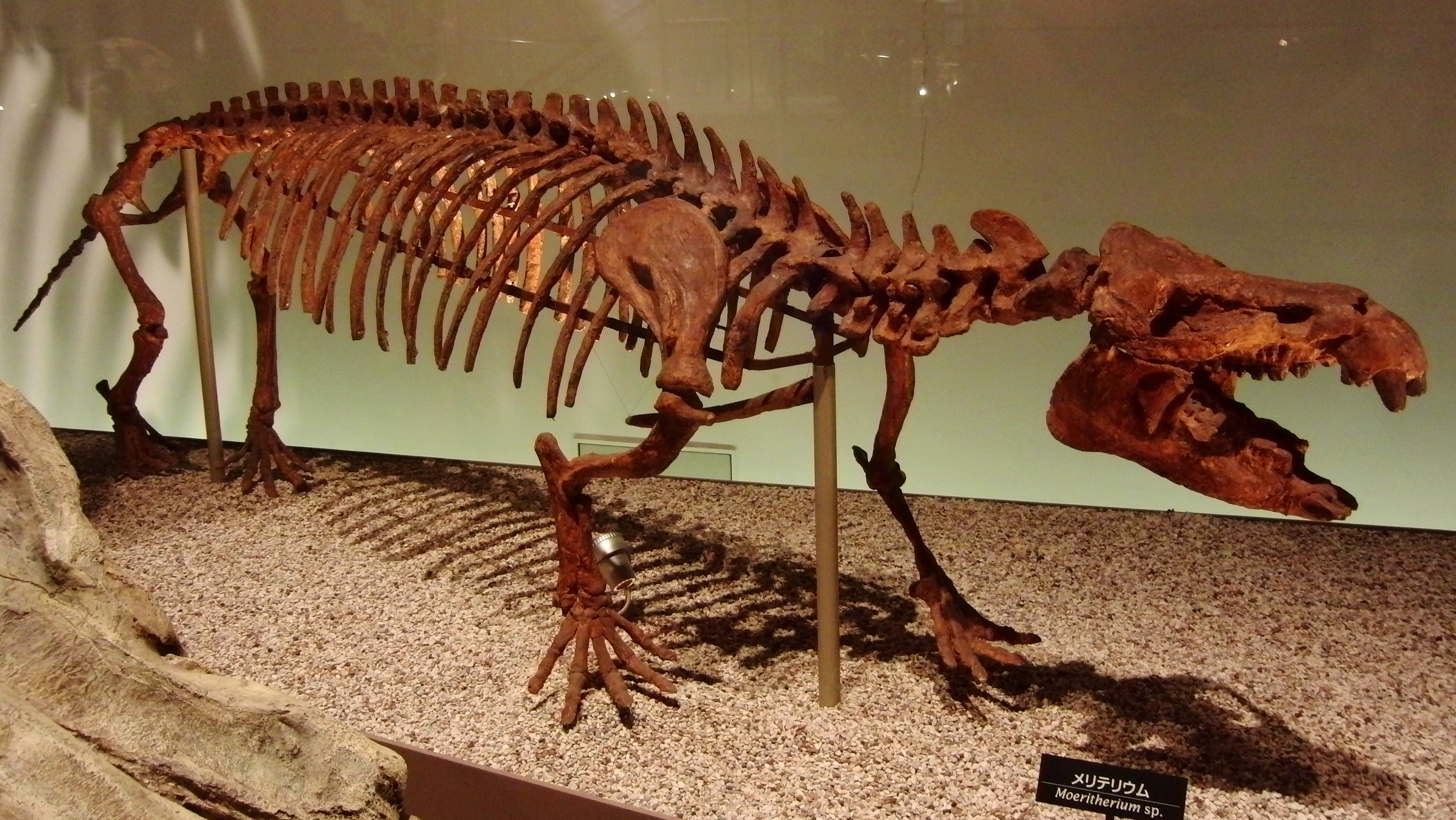
国立科学博物館の展示されている骨格

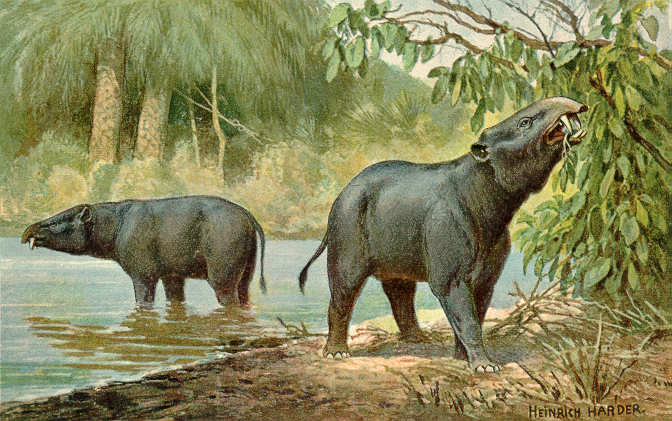
1920年に描かれた復元図

モエリテリウムは約3,700万年前から3,500万年前にかけ生息していたブタに似た動物で、現代のバクやコビトカバに類似していた。ただしいずれの動物とも近縁ではなく収斂進化の結果であり、ゾウやカイギュウに近縁である。M. lyonsi は肩高70センチメートル、体重235キログラム程度であった。歯の形状から、柔らかい水草を食料にしていたことが示唆されている。
モエリテリウムの胴体はゾウのものと似てはいないものの、バクのような柔軟で広い上唇で水草を掴んでいた可能性があると頭蓋骨の形状から示唆されている。第二門歯は小さな牙を形成しており、これはゾウよりもカバの歯に類似していた。

## 発見
1901年にチャールズ・ウィリアム・アンドリュースがエジプトファイユームのカスル・エル・サガ層から発見された化石標本を元に Moeritherium lyonsi を記載した。1902年に彼は同地域で発見された小型の化石から M. gracile を報告した。この化石は河口付近の層から発見されており、そこは汽水性ラグーンの古環境へ繋がる河口湿地である。1904年にはアンドリュースが最初の M. trigodon の化石をファイユームのオアシスの堆積物中から発見し、アフリカ北部や西部の他地域にも散見されている。
1911年にはドイツミュンヘンのマックス・スクロッサーによってM. lyonsiは2種に分割され、カスル・エル・サガ層の大型種 M. lyonsi と河口付近の層の大柄な新種 M. andrewsi に分けられた。
2006年には、アルジェリアの Bir el Ater から始新世後期初頭にあたる時代の化石が発見され、M. chehbeurameuri が記載された。

## 分類
モエリテリウムはゾウの直系の祖先とは考えられておらず、ゾウ目から分岐し子孫を残さず絶滅したとされている。始新世には他のゾウ目がおり、フィオミアやパレオマストドンなどは比較的現代のゾウに類似している。しかしモエリテリウムは他のゾウ目とは極めて異なる方向へ進化したことが示されており、バクのような胴体と短い脚にその傾向がみられる
。